# The LEGO Movie
The LEGO Movie è un film d'animazione del 2014 scritto e diretto da Phil Lord e Christopher Miller, basato su una storia che hanno co-ideato insieme a Dan e Kevin Hageman.
La pellicola si basa sulla linea di giochi di costruzione LEGO. Il film è realizzato in tecnica mista attraverso l'utilizzo di diverse tecniche cinematografiche, tra cui CGI, passo uno e live action. Dal film la società LEGO ha prodotto un set di giochi. La storia segue Emmet Mattonowski, una comune minifigure LEGO, che si unisce a un movimento di resistenza per fermare un imprenditore tirannico che desidera incollare tutto nel mondo LEGO secondo la sua visione di perfezione.
The LEGO Movie è il primo capitolo di un media franchise che include due spin-off, LEGO Batman - Il film e LEGO Ninjago - Il film entrambe 2017, una serie animata, Unikitty!, e un sequel, The LEGO Movie 2 - Una nuova avventura (2019).
Il film è stato un successo al botteghino incassando 468,1 milioni di dollari in tutto il mondo, ed è stato universalmente accolto dalla critica e dal pubblico.

## Trama
(Esclamazione tipica di Emmet)
Nell'intero mondo dei mattoncini LEGO, l'anziano e saggio mago Vitruvius tenta di proteggere una superarma denominata "Kragle" dalle grinfie del malvagio e diabolico criminale magnate Lord Business, ma nello scontro quest'ultimo riesce comunque ad impossessarsene accecando il mago con il laser. Sconfitto, Vitruvius racconta a Lord Business di una profezia che narra le gesta di una persona "Speciale", che avrebbe trovato il Pezzo Forte, un mistico artefatto in grado di fermare il Kragle e salvare l'Universo; Lord Business tuttavia non è per niente intimorito dalla divinazione e credendo che Vitruvius si sia semplicemente inventato tutto, lo butta con un calcio giù in un dirupo.
Otto anni e mezzo dopo, nella metropoli LEGO di Bricksburg, troviamo Emmet Mattonowski, un semplice operaio edile che segue sempre le istruzioni per integrarsi, piacere a tutti ed essere sempre felici. Dopo una giornata di lavoro, Emmet si imbatte in una ragazza di nome Wildstyle, alla ricerca del Pezzo Forte nel cantiere dove lui lavora e nel tentativo di seguirla cade accidentalmente in un pozzo, in fondo al quale trova per caso l'artefatto; spinto da una forza misteriosa a toccarlo, Emmet ha improvvisamente delle strane visioni, tra cui quella di una mano umana, e sviene. In seguito si risveglia con il Pezzo Forte incollato sulla schiena, sotto la custodia del corrotto Poliduro, tenente poliziotto di Lord Business, la cui testa a volte si gira per rivelare il suo lato opposto, Politenero. Emmet viene a conoscenza dei piani di Lord Business per distruggere il mondo con il Kragle, e quando viene portato alla Sala di Fusione e puntato con il laser per staccargli il Pezzo Forte dalla schiena, interviene Wildstyle, che riesce a liberarlo e lo conduce tramite un portale nel Vecchio West; la ragazza tuttavia rimane sconvolta e arrabbiata nello scoprire che Emmet è un tizio normale che ha trovato l'artefatto per puro caso. In un saloon del villaggio Flatbush Gulch i due incontrano Vitruvius, che spiega ad Emmet che lui e Wildstyle sono dei Mastri Costruttori, gli unici che possiedono la capacità di costruire qualsiasi cosa di cui hanno bisogno, con grande velocità e senza l'uso di manuali di istruzioni; quando Lord Business salì al potere, la sua disapprovazione per tale creatività, da lui ritenuta anarchica e caotica, causò la cattura di molti Mastri Costruttori e costrinse i rimanenti a nascondersi. In quanto "Speciale", Emmet è destinato a sconfiggere Lord Business, ma Wildstyle e Vitruvius sono delusi nel constatare che egli non abbia nessuna attitudine creativa.
Intanto Lord Business, che intende utilizzare il Kragle per immobilizzare tutto l'universo conosciuto, cancella la faccia di Politenero a Poliduro, per poi costringerlo a incollare i suoi genitori. Poliduro si mette in seguito alla ricerca e all'inseguimento di Emmet, Vitruvius e Wildstyle, ma i tre vengono salvati da Batman, il fidanzato di Wildstyle. Insieme partecipano ad una riunione dei Mastri Costruttori sopravvissuti che si svolge nel segreto Paese del Cucù, situato sulle nuvole del regno di Media Zelanda, dove conoscono la principessa Unikitty, una creatura simile a un unicorno-gatto. I Mastri Costruttori, delusi dalla poca creatività di Emmet, si rifiutano di combattere al suo fianco nella lotta contro Lord Business; subito dopo Poliduro scopre il nascondiglio e i suoi agenti catturano tutti i Mastri Costruttori ad eccezione di Emmet, Wildstyle, Vitruvius, Batman, Unikitty e Benny l'astronauta, i quali costruiscono un sottomarino per fuggire che affonda dopo poco tempo, ma riescono a salvarsi grazie a un divano a castello inventato da Emmet, per poi essere ripescati da Barbacciaio, un pirata robot che aveva tentato anni addietro di sconfiggere Lord Business.
Emmet ritiene che la debolezza dei Mastri Costruttori risieda nel fatto che usino la loro creatività individualmente, mentre dovrebbero lavorare tutti insieme, ed escogita così un piano per infiltrare la sua squadra nel quartier generale di Lord Business: Batman (nelle sembianze di Bruce Wayne) e Unikitty partecipano alla conferenza di Lord Business per proporre un'idea che rallenti il suo piano, Benny e Barbacciaio disattivano lo scudo del Kragle, Vitruvius fa' da vedetta ed Emmet e Wildstyle si travestono da robot, trovano il Kragle e si preparano a usare il Pezzo Forte per neutralizzarlo. Durante l'operazione, Wildstyle rivela a Emmet che avrebbe voluto essere lei la prescelta; il ragazzo rimane sorpreso dalla sua confessione e ammette che quando lei ha creduto che lui fosse l'eletto della profezia dicendogli che aveva talento ed era importante, ciò lo ha spinto a fare il possibile per essere quella persona, in quanto nessuno lo aveva mai seriamente considerato unico. A questo punto, Wildstyle gli rivela che il suo vero nome è Lucy, e inizia a ricambiare i sentimenti del ragazzo.
Nonostante i loro sforzi, Emmet e i suoi alleati vengono tutti catturati e imprigionati; Vitruvius tenta di reagire, ma muore decapitato da Lord Business davanti agli occhi di Emmet, ammettendo con le sue ultime parole di essersi inventato la profezia. Lord Business getta il Pezzo Forte nell'Abisso dell'Inesistenza, un baratro infinito posto sul bordo dell'universo, imposta l'autodistruzione per il Pensatoio (la prigione per i Mastri Costruttori), condanna Poliduro a morire lì e va ad incollare Bricksburg coadiuvato dal Kragle e da milioni di Micromanager e Robo SWAT. A questo punto compare il fantasma di Vitruvius, che sprona un Emmet rassegnato a credere in sé stesso perché, pur non essendo speciale, può salvare il mondo. Così Emmet, legato alla batteria del meccanismo di autodistruzione, decide di sacrificarsi per i suoi amici gettandosi nel baratro, scollegando il detonatore. I Mastri Costruttori vengono liberati e fuggono dalla Torre Octan e Wildstyle, ispirata da Emmet, aizza la popolazione di Bricksburg ad usare la loro creatività per sconfiggere Lord Business.
Intanto Emmet, attraversato l'Abisso dell'Inesistenza, si ritrova nel mondo reale, dove scopre di essere un semplice giocattolo e che tutti gli eventi trascorsi sono stati generati dalla fantasia di un ragazzino di nome Finn, il quale li ha realizzati giocando con i LEGO di proprietà di suo padre nel seminterrato di famiglia.
Il padre di Finn si rivela essere L'uomo di sopra, già apparso nelle strane visioni di Emmet quando questi toccò per la prima volta il Pezzo Forte, il quale rimane scioccato nel vedere i suoi organizzati set LEGO per il lavoro mescolati in modo disordinato con quelli del figlio. Finn sostiene che i LEGO siano giochi per tutti, ma il padre, troppo ossessionato dalla perfezione e ritenendo i LEGO semplici oggetti da collezione, per fermare qualsiasi modifica, inizia a incollare i pezzi col Kragle (che si rivela essere un tubo di colla "Krazy Glue" con alcune delle lettere del logo sbiadite). Così facendo, nel mondo LEGO le forze di Lord Business prendono il sopravvento.
Emmet quindi, che essendo un giocattolo non può muoversi da solo, usa tutte le sue forze per muoversi e attirare l'attenzione di Finn, che lo mette nel suo portale magico: Emmet torna così nel suo mondo, acquisendo finalmente le abilità da Mastro Costruttore e costruisce un robot enorme per affrontare Lord Business. Nel mondo reale, il padre di Finn guarda un attimo con più attenzione e umanità le creazioni del figlio e stavolta rimane scioccato dalla sua creatività. Avendo un'epifania e rendendosi conto che suo figlio basa la figura del cattivissimo Lord Business su di lui, chiede perdono a Finn e insieme giocano con i mattoncini. Contemporaneamente, nel mondo LEGO, Emmet riesce a convincere Lord Business che, anche se non ha particolari abilità creative, lui è comunque speciale, come tutti. Grazie alle parole di Emmet, Lord Business finalmente riesce a liberarsi dalla sua indole di crudele tiranno, e chiude definitivamente la Kragle, liberando le sue vittime.
Con l'universo in salvo, Emmet festeggia con i suoi amici e inizia una relazione con Lucy (con il consenso di Batman), ma, all'improvviso, arrivano gli "alieni" dei set LEGO Duplo, che annunciano la loro intenzione di distruggere tutti gli abitanti di questo mondo; infatti nel mondo reale il padre di Finn ha invitato senza esitazione Bianca, la sorella minore del figlio, a giocare con i suoi set LEGO Duplo.

## Personaggi

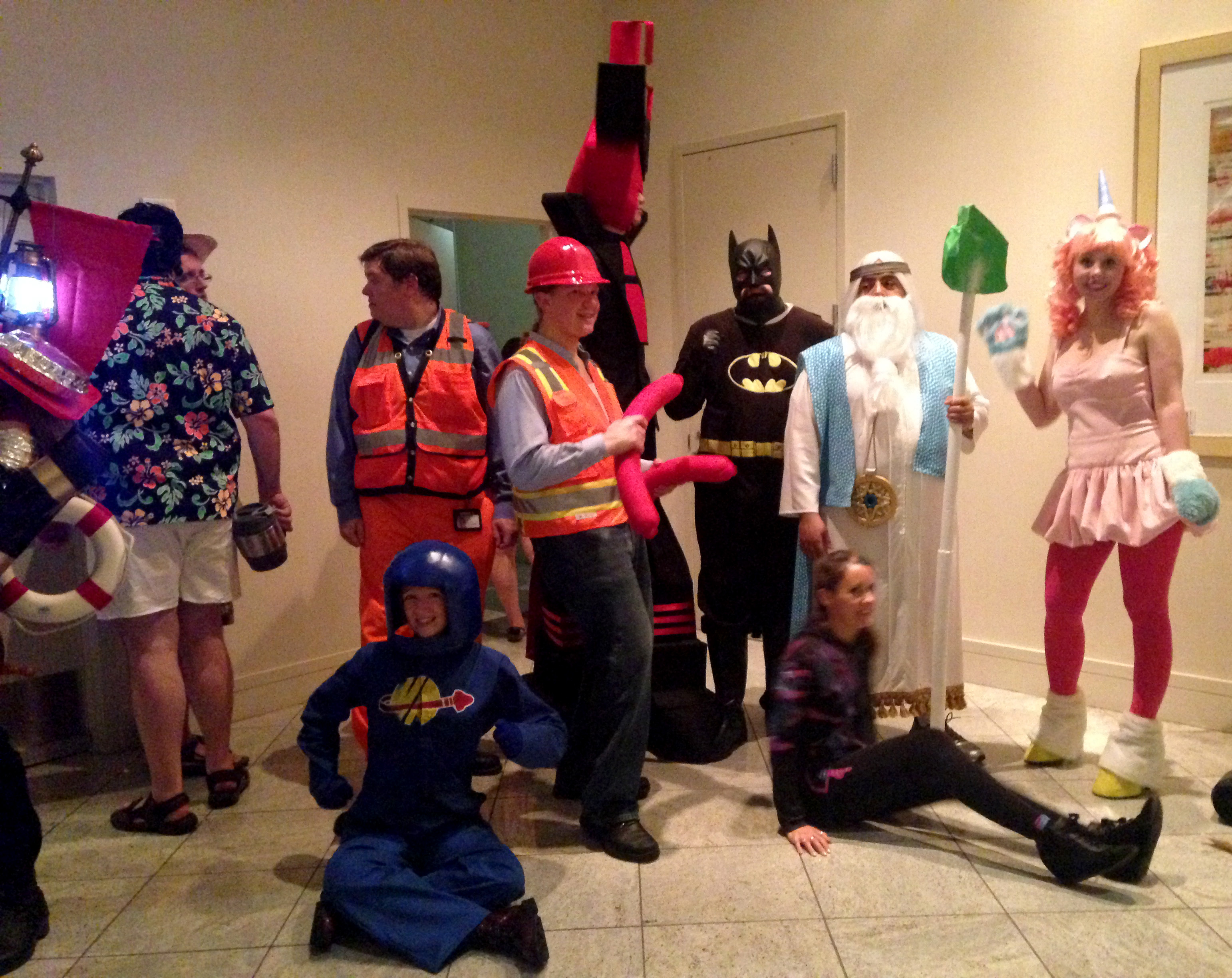
Cosplay dei personaggi principali

- Emmet Mattonowski / Lo Speciale: è un ordinario operaio di città, protagonista del film. Ogni mattina, segue le istruzioni per integrarsi tra gli altri. Segue sempre i suoi compagni, che lo definiscono "un tipo comune" e talvolta "nessuno". Quando Vitruvius e Wildstyle entrano nella sua mente si scopre che è vuota e si pensa non abbia mai avuto un pensiero originale. All'inizio appare come un ragazzo normale ingenuo e poco creativo, ma in seguito si rivela essere leale, di buon cuore, determinato e coraggioso. Alla fine scopre di essere un Mastro Costruttore e salva il mondo dal Kragle. Si innamora fin da subito di Wildstyle e verrà poi ricambiato. Voce originale di Chris Pratt, italiana di Massimo Triggiani.

- Lucy / Wildstyle: è un abile e giovane donna Mastro Costruttore che accompagna Emmet in questa sua avventura. Mentre all'inizio credeva in Emmet, rinuncia al fatto che sia veramente "Lo Speciale", dato che non possiede la minima creatività. È una ragazza bella, forte e indipendente. A causa della sua insicurezza, però, ha cambiato il suo nome diverse volte, e rivela solo verso la fine che il suo vero nome è Lucy. Il suo ragazzo è Batman, ma durante la storia si accorge di essere innamorata di Emmet e alla fine del film si fidanzerà con lui. Voce originale di Elizabeth Banks, italiana di Barbara De Bortoli.

- Bruce Wayne / Batman: Il famoso vigilante di Gotham City, è il fidanzato di Wildstyle, alla guida dei suoi veicoli tecnologici a forma di pipistrello. Spesso inizia le sue parole con il prefisso "Bat". Inizialmente non crede in Emmet, ma alla fine si ricrederà. Anche se fidanzato con Wildstyle, appena capisce che lei si è innamorata di Emmet, li lascia insieme, dicendo a Wildstyle che era Emmet l'eroe che meritava. Voce originale di Will Arnett, italiana di Claudio Santamaria.

- Vitruvius: è un Mago Mastro Costruttore, che tiene sempre in mano uno scettro. Insegnerà ad Emmet a diventare un Mastro Costruttore. Nel primo scontro con Lord Business rimane cieco, perché colpito da un raggio laser. Egli stesso inventa la profezia di quello speciale, e riunisce i mastri costruttori nel Paese del Cucù. Verso la fine, Lord Business, dopo che Vitruvius tenta di liberare alcuni mastri costruttori imprigionati, lo uccide tagliandogli la testa con un centesimo. Mentre sta per morire, rivela ad Emmet che la profezia è una sua invenzione, ma successivamente riappare nel film, sotto forma di fantasma. Voce originale di Morgan Freeman, italiana di Pietro Biondi.

- Lord Business: è il presidente della Octan e del mondo, ma in realtà è un tiranno malvagio e crudele che detesta la creatività. Ingaggia Poliduro che ha il compito di fermare i Mastri Costruttori, i quali sono i pochi nel mondo LEGO che possiedolo il dono della creatività massima. Ruba una terribile arma, il Kragle, con la quale afferma di voler bloccare tutti per mantenere l'ordine spruzzandolo grazie al TAKOS, un ugello terrificante che ha il compito di spargere ovunque il Kragle. Verso la fine, commosso dalle parole di Emmet, spruzza l'anti-Kragle in tutto il mondo grazie ad un innaffiatoio LEGO. Voce originale di Will Ferrell, italiana di Pino Insegno.

- Poliduro / Politenero: è un poliziotto corrotto e senza scrupoli, dalla doppia faccia. Il suo secondo lato ha il nome di Politenero. Lavora per Lord Business che gli cancella la sua faccia di Politenero grazie ad un bastoncino di ovatta. Poliduro, grazie al Kragle, viene obbligato da Lord Business a "Kragleizzare" i suoi genitori, che in seguito verranno ripuliti dal Kragle. Poliduro cerca a tutti i costi di fermare Emmet, distruggendo anche il Paese del Cucù. Verso la fine, quando Lord Business lo avvisa che lo farà morire, si cambia la faccia disegnandosi sulla faccia vuota il volto di "Politenero Scarabocchio" con un pennarello nero. Voce originale di Liam Neeson, italiana di Alberto Angrisano (Poliduro) e Franco Mannella (Politenero).

- Unikitty / Ultrakitty: Mastro Costruttore e Principessa del Paese di Cucù, è per metà gatta e per metà unicorno, sempre solare, felice e positiva, ha un carattere piuttosto innocente e infantile che si va a scontrare con l'atteggiamento più cinico e pratico dei suoi amici. Tuttavia possiede una doppia personalità, quando è arrabbiata è capace di trasformarsi in un mostro inarrestabile. Voce originale di Alison Brie, italiana di Valentina Mari.

- Benny, doppiato da Charlie Day: astronauta degli anni '80, Mastro Costruttore ottimista e iperattivo per via di un incidente con delle bombole d'ossigeno, adora costruire astronavi ed esperto di tecnologia anni '80. Tra tutti i mastri costruttori è certamente il più veloce, infatti riesce a costruire un'astronave in una ventina di secondi.[3]

- Barbacciaio, doppiato da Nick Offerman: un pirata-robot che continua a raccontare la storia di come ha perso il suo corpo da pirata sostituendolo con pezzi meccanici (li ha persi dopo un fallito tentativo di fermare Lord Business); è l'unico personaggio LEGO ad avere le dita.

## Produzione

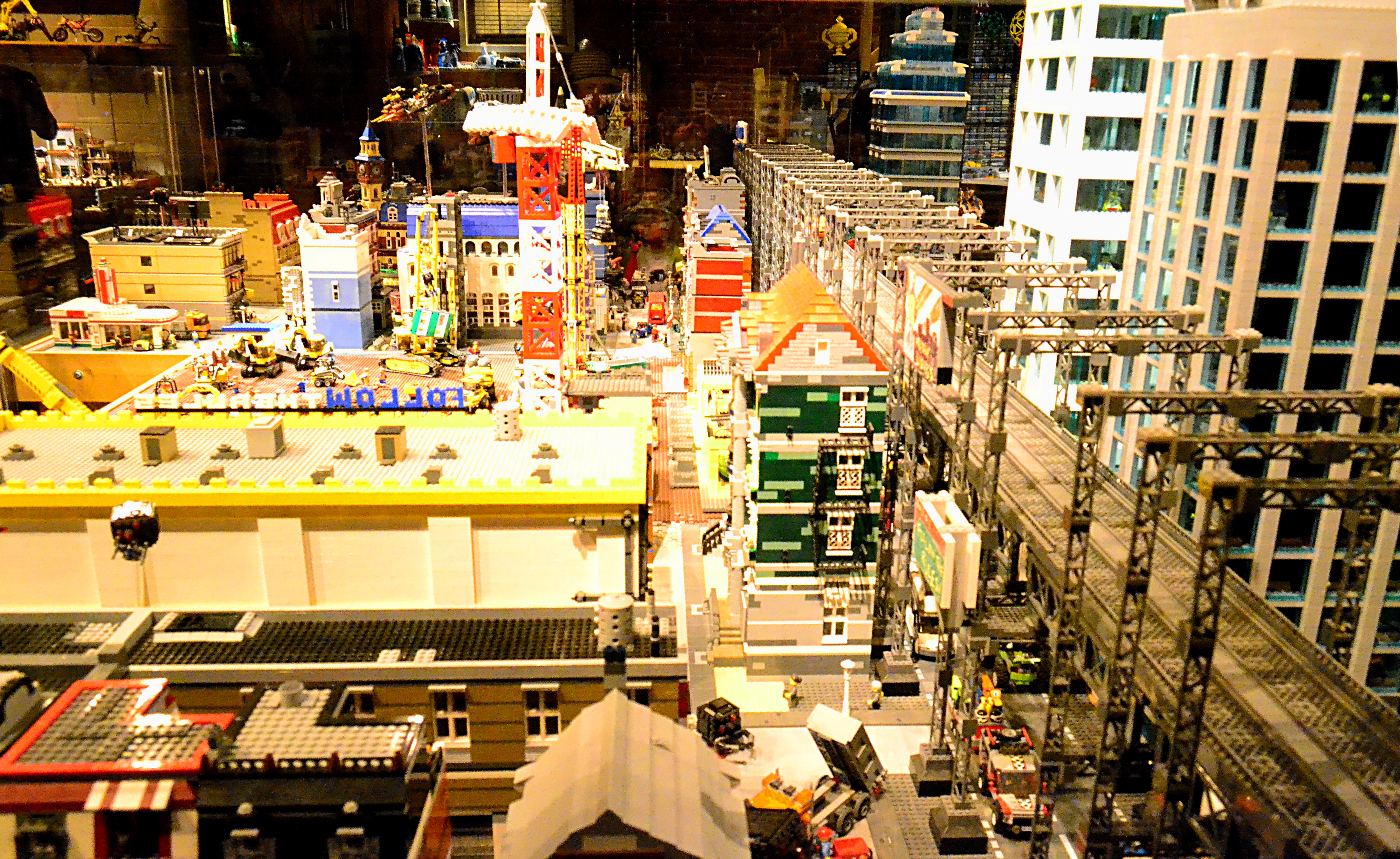
Il set del film è stato esposto pubblicamente a Legoland in California nel 2014

Il film è stato sviluppato nel 2008 dalla Warner Bros. Nell'agosto 2009, venne annunciato che Dan e Kevin Hageman stavano scrivendo la sceneggiatura di un film in live-action e animato, che mescolava commedia, azione e avventura.
Phil Lord e Christopher Miller, vennero assunti nel giugno 2010, per scrivere e dirigere il film. Nel novembre 2011, la Warner Bros. ha dato il via libera per la produzione del film, con il programma di distribuirlo nelle sale nel 2014.
L'Australia Animal Logic ha fornito l'animazione, per almeno l'80% della pellicola. Chris McKay, il regista della serie Robot Chicken, è stato confermato insieme a Lord e Miller per la co-direzione del film. Nel marzo 2012, Lord e Miller hanno rivelato il titolo del lavoro "Lego: The Piece of Resistance", e una trama: "Coinvolgono molti mondi. Praticamente, i personaggi meno qualificati nell'universo Lego devono salvare il mondo prima che venga congelato".
Nel mese di aprile 2012, la Warner Bros. ha previsto l'uscita delle sale della pellicola per il 28 febbraio 2014. Il cast venne assegnato nel giugno 2012, con Chris Pratt che dà la voce a Emmet, il personaggio principale del film, e Will Arnett che presta la voce a Batman, mentre il ruolo di Superman è stato offerto a Channing Tatum.
Mentre nel mese di agosto 2012, è stato annunciato che Elizabeth Banks sarà la voce della "dura-come-i-chiodi" Wildstyle e Morgan Freeman presterà la sua voce a Vitruvius, un vecchio mistico. Il film racconterà la storia di Emmet, un ordinario, rispettoso della legge, scambiato per il più straordinario "MasterBuilder". È costretto insieme alla squadra tra cui Vitruvius, Wildstyle e Batman, ad una missione per fermare un tiranno malvagio che vuole incollare l'universo.
Nel mese di luglio 2012, si è svolto un concorso sulla pagina ufficiale del film di Facebook, che consentiva a chi avesse costruito la vettura più originale con il Lego, questa avrebbe potuto apparire nel film. Nel mese di ottobre 2012, la Warner Bros. ha spostato la data di uscita del film, intitolandolo semplicemente "Lego", il 7 febbraio 2014. Nel novembre 2012 Alison Brie, Will Ferrell, Liam Neeson e Nick Offerman hanno annunciato i loro ruoli. Will Ferrell doppierà il villain di nome Lord Business, mentre Liam Neeson un nemico chiamato Bad Cop (in italiano Poliduro) e Nick Offerman doppierà un pirata in cerca di vendetta sul presidente. Il 21 marzo 2013, è stato annunciato che il titolo ufficiale del film sarebbe stato The Lego Movie.
Il 19 giugno 2013, la Warner Bros. ha pubblicato il primo teaser trailer ufficiale del film e nello stesso giorno è stato pubblicato il teaser trailer doppiato in italiano. Dal 28 ottobre 2013 escono dei mini-trailer per la presentazione dei vari protagonisti del film e il 30 ottobre 2013 viene pubblicato il trailer ufficiale.

## Distribuzione

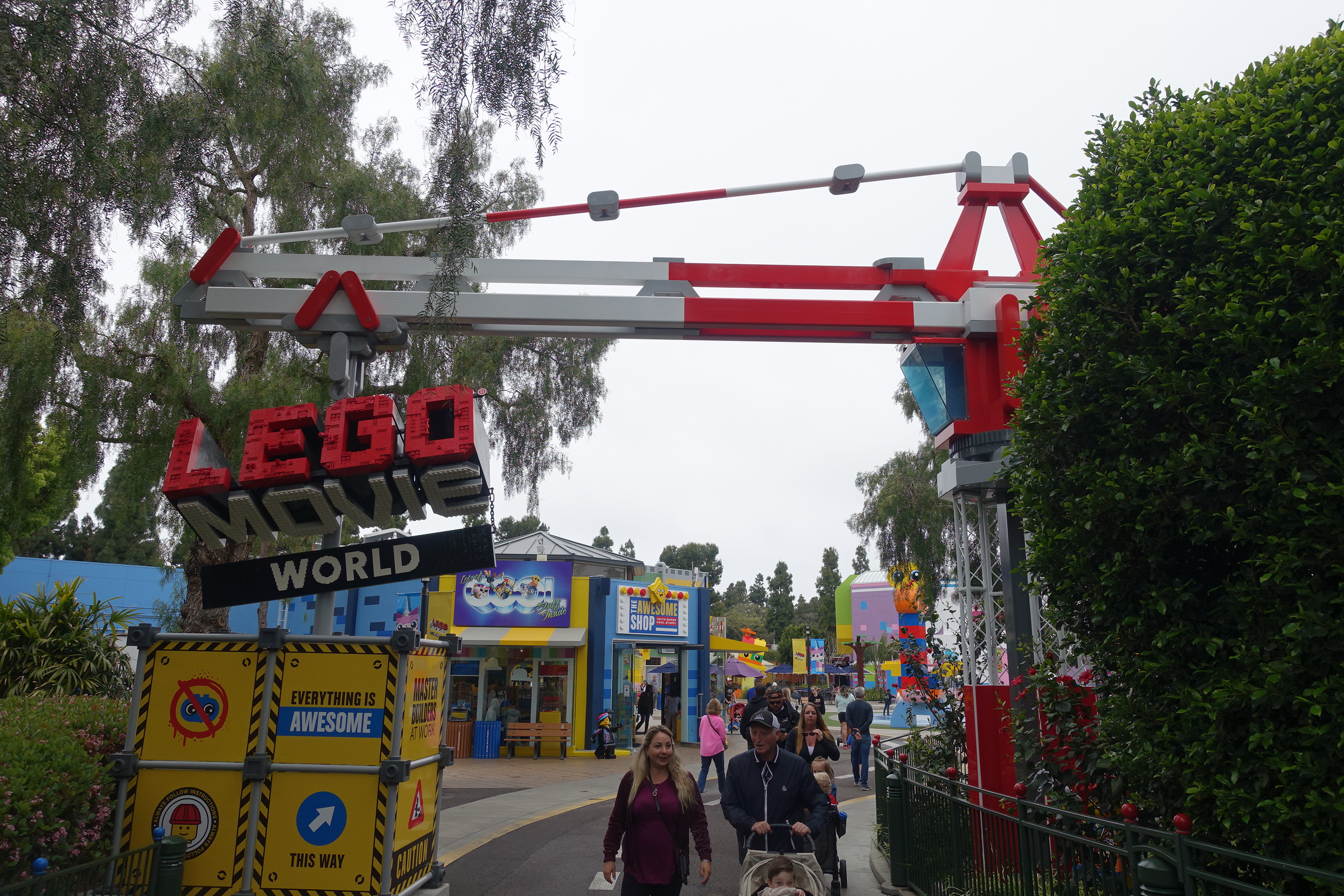
Zona a tema del film a Legoland in California nel 2023

The Lego Movie uscì in Nord America il 7 febbraio 2014, mentre in Italia il 20 febbraio dello stesso anno.

### Edizione italiana
Il doppiaggio italiano e la sonorizzazione furono curate da CDC Sefit Group e i dialoghi e la direzione del doppiaggio da Marco Mete.

## Accoglienza

### Incassi
Il film ha incassato 257,8 milioni di dollari negli Stati Uniti e in Canada e 210,3 milioni nel resto del mondo, per un totale mondiale di 468,1 milioni di dollari. Deadline Hollywood ha calcolato un profitto di 230 milioni di dollari, gli incassi al botteghino e le entrate dei media domestici lo hanno posizionato al terzo posto nella lista dei "migliori blockbuster" del 2014.

### Critica
The LEGO Movie è stato universalmente accolto positivamente. Su Rotten Tomatoes il film ha un indice di gradimento del 96% sulla base di 258 recensioni, il consenso critico cita: «Vantando una bellissima animazione, un affascinante cast vocale, gag da ridere al minuto e una storia sorprendentemente ponderata, The Lego Movie è un divertimento colorato per tutte le età». Alcuni critici hanno definito il film come il "Toy Story dei Lego".

## Riconoscimenti
Il conduttore degli Oscar Neil Patrick Harris ha riferito che The LEGO Movie non è stato candidato come miglior film d'animazione, cosa che molti critici hanno considerato un affronto, dicendo prima della presentazione del premio: "Se sei alla festa degli Oscar con i ragazzi che hanno diretto 'The LEGO Movie', ora sarebbe un ottimo momento per distrarli."
- 2015 - Annie Awards
  - Miglior sceneggiatura in un film d'animazione a Phil Lord e Christopher Miller
  - Candidatura per Miglior film d'animazione
  - Candidatura per Migliori effetti animati in un film d'animazione a Jayandera Danappal, Matt Ebb, Christian Epunan Hernandez, Danielle Brooks, e Raphael Gadot
  - Candidatura per Miglior regia in un film d'animazione a Phil Lord, Christopher Miller e Chris McKay
  - Candidatura per Miglior scenografia in un film d'animazione a Grant Freckelton
  - Candidatura per Miglior montaggio in un film d'animazione a David Burrows, Todd Hansen, Doug Nicholas, Jonathan Tappin e Courtney O'Brien-Brown
- 2015 - BAFTA Awards
  - Miglior film d'animazione
- 2015 - Empire Awards[19]
  - Candidatura per Miglior commedia
- 2015 - Grammy Awards
  - Candidatura per Miglior canzone in un film a Everything Is Awesome!!!
- 2015 - Kids' Choice Awards[20]
  - Candidatura per Film d'animazione preferito
  - Candidatura per Attore cinematografico preferito a Will Arnett
- 2015 - People's Choice Awards
  - Candidatura per Film per famiglie preferito
- 2015 - Premi Oscar
  - Candidatura per Miglior canzone a Shawn Patterson
- 2015 - Satellite Awards
  - Candidatura per Miglior film d'animazione o a tecnica mista
  - Candidatura per Miglior sceneggiatura originale a Phil Lord e Christopher Miller
  - Candidatura per Miglior canzone originale a Everything Is Awesome!!!
- 2015 - Saturn Awards[21]
  - Miglior film di animazione
- 2015 - Teen Choice Awards
  - Candidatura per Miglior film d'animazione
  - Candidatura per Miglior voce in un film d'animazione a Chris Pratt

## Altri media

### Giochi LEGO
The LEGO Movie è anche una serie di 17 set LEGO che riprendono le scene iconiche del film.

### Videogioco
Warner Bros. Interactive Entertainment ha annunciato anche l'uscita del relativo videogioco, dal titolo The LEGO Movie Videogame suddiviso in 15 livelli.
The LEGO Movie è uno dei principali mondi esplorabili in LEGO Dimensions insieme a DC Comics e Il Signore degli Anelli.

### Serie televisiva
Nel 2017 (in Italia distribuita nel 2018) venne prodotta una serie animata in tecnica tradizionale intitolata Unikitty! prodotta da The Lego Group and Warner Bros. Animation per Cartoon Network. La serie è nata come spin-off canonico sul personaggio di Unikitty. e venne trasmessa dal 27 ottobre 2017 fino al 27 agosto 2020 su Cartoon Network.

## Spin-off
Nella settimana tra il 22 e il 29 marzo 2016 sono stati pubblicati in tutto il mondo i primi due trailer di LEGO Batman - Il film, spin-off di The LEGO Movie diretto da Chris McKay; il film è uscito il 9 febbraio 2017 in Italia e il 10 febbraio negli Stati Uniti.
Dopo LEGO Batman - Il film, la Warner ha prodotto LEGO Ninjago - Il film, tratto dalla serie di Cartoon Network Ninjago: Masters of Spinjitzu, uscito il 22 settembre 2017 negli Stati Uniti. Il film è diretto da Charlie Bean e nel cast figurano Jackie Chan per Sensei Wu, Michael Peña per Kai Smith, Dave Franco per Lloyd Garmadon, Fred Armisen per Cole Bucket e Justin Theroux nei panni dell villain Lord Garmadon.
Nel marzo 2015, la Warner Bros. ha annunciato un terzo spin-off di The LEGO Movie, intitolato The Billion Brick Race, che era in fase di sviluppo. A luglio 2016, Jason Segel e Drew Pearce hanno aderito al progetto come co-registi e co-sceneggiatori. Il progetto venne tuttavia cancellato definitivamente a causa degli scarsi risultati al botteghino dei due precedenti film Lego, insieme alla lunga fase concettuale del film, indicata come ragione principale.

## Sequel
Nel 2016 la Warner ha annunciato la preparazione di un sequel intitolato The LEGO Movie 2 - Una nuova avventura (The Lego Movie 2: The Second Part), uscito l'8 febbraio del 2019 con Tiffany Haddish che si è unita al cast dando la voce al personaggio della Regina Wello Ke-Wuoglio.